# 以色列工党
以色列工党（希伯來語：העבודה，HaAvoda）是以色列的一個已不存在的中間偏左政黨，黨員有約30萬人。領導人的祖輩多屬西歐猶太人，也有不少來自波蘭和蘇聯的猶太人，比較傾向代表來自西方世界的猶太人利益。

## 歷史
1968年1月23日，由以色列地工人党、劳工团结和以色列工人名单合并而成。過去工黨曾經長期領導以色列聯合政府，以色列立國以來，從未有單一政黨單獨取得過半數的议会席位。1968至1977年、1984至1990年、1992至1996年、1999至2003年及2009至2011年，工黨是以色列的執政黨，過去曾執政長達45年。
2007年6月12日，举行工党主席选举，埃胡德·巴拉克睽違十年再度当选。巴拉克在2007年至2013年間擔任以色列國防部長，2010年底巴拉克退出工黨後，工黨退出聯合政府，成為最大反對黨。
2013年底，伊萨克·赫尔佐克當選以色列工黨主席。
工党的支持率在2019年4月的立法选举中暴跌，仅获4.43%的选票和6个席位，这是该党历史上最糟糕的选举结果。
2024年6月30日，在新任领袖亚伊尔·戈兰的领导下，该党同意与梅雷兹党合并为民主党。根据合并协议，新党的选举名单和党内机构中每4个席位将有1名梅雷兹党代表，梅雷兹党的市政派系也将有代表。该协议于 2024年7月12日得到工党和梅雷兹党代表的批准。根据协议，梅雷兹党和工党继续作为独立的法人和预算实体，他们在以色列工会、市议会和以色列议会外的其他机构中的派系现阶段不会合并，但会进行合作。

## 意識形態
工黨支持猶太復國主義，但亦承認巴勒斯坦人的自決權，不反對建立一個擁有有限主權（如不能擁有軍隊、不能與任何國家進行軍事同盟、以色列空軍享有領空使用權）的巴勒斯坦國，與反對巴勒斯坦立國的利庫德集團不同，工黨支持「兩國方案」，同意向巴勒斯坦國讓出部分土地（西岸的部分地區），及終止擴建定居點，以換取和平。